# كريس مور (مخرج)
كريس مور (بالإنجليزية: Chris Moore)‏ هو منتج أفلام ومخرج أمريكي، ولد في القرن العشرين في ايستون في الولايات المتحدة.

## وصلات خارجية
- كريس مور على موقع IMDb (الإنجليزية)
- كريس مور على موقع ألو سيني (الفرنسية)
- كريس مور على موقع أول موفي (الإنجليزية)
- كريس مور على موقع بوكس أوفيس موجو (الإنجليزية)
- كريس مور على موقع قاعدة بيانات الأفلام السويدية (السويدية)
- كريس مور على موقع قاعدة بيانات الفيلم (الإنجليزية)
- كريس مور على موقع كينوبويسك (الروسية)